# Abrahão De Moraes
Abrahão de Moraes (Itapecerica da Serra, 17 novembre 1917 – San Paolo, 11 dicembre 1970) è stato un astronomo e matematico brasiliano.
Si laureò in Fisica nel 1938 presso l’Università di San Paolo dove fu docente dal 1945 di discipline matematiche e fisiche presso la Escola Politécnica della stessa Università. Da sempre interessato all’astronomia divenne direttore nel 1955 dell’Osservatorio astronomico di San Paolo ((Instituto Astronômico e Geofísico dell'Università di San Paolo) a quell’epoca non molto attivo nella ricerca astronomica. A partire dal 1957 diede impulso, anche a seguito della circostanza di dichiarare quell’anno Anno Geofisico Internazionale da parte dell’ONU, a nuove attività di ricerca presso l’osservatorio  tra le quali quella dello studio della ionosfera. Con la strumentazione a disposizione presso l'Osservatorio intercettò i segnali emessi dallo Sputnik 1 e Sputnik 2 e nell'anno successivo quelli inviati dall'Explorer 1 che gli permise di elaborare una teoria matematica del moto dei satelliti artificiali in orbita intorno alla Terra descritta nell’articolo Effects of the Earth’s Oblateness on the Orbit of an Artificial Satellite del 1958. Con il suo lavoro diede un importante impulso allo sviluppo dell’astronomia in Brasile. Dal 1967 fu docente  presso l'Instituto de Matemática e Estatística dell'Università di San Paolo.

## Onorificenze
- Nel 1972 gli è stato intitolato l'Osservatorio dell'Instituto de Astronomia, Geofísica e Ciências Atmosféricas da Universidade de São Paulo (IAG-USP) sito a Valinhos, 90 km da São Paulo[2]
- Fu insignito dell'Ordine delle Palme Accademiche[1]

Ad Abrahão de Moraes la UAI ha intitolato il cratere lunare De Moraes